# Wosnessenskoje (Nischni Nowgorod)
Wosnessenskoje (russisch Вознесе́нское) ist eine Siedlung städtischen Typs in der Oblast Nischni Nowgorod in Russland mit 6777 Einwohnern (Stand 14. Oktober 2010).

## Geographie
Der Ort liegt etwa 175 km Luftlinie südwestlich des Oblastverwaltungszentrums Nischni Nowgorod unweit der Grenzen zur Oblast Rjasan und zur Republik Mordwinien. Er befindet sich am rechten Mokscha-Nebenfluss Warnawa, der dort zu einem kleinen Stausee aufgestaut ist.
Wosnessenskoje ist Verwaltungszentrum des Rajons Wosnessenski sowie Sitz und einzige Ortschaft der Stadtgemeinde (gorodskoje posselenije) Rabotschi possjolok Wosnessenskoje.

## Geschichte
Der Ort wurde 1773 erstmals als Dorf Kudinowo im Zusammenhang mit der Eröffnung eines Eisenwerkes genannt, das den Namen Wosnessenski Sawod erhielt. Diesen Namen trug in Folge auch die Werkssiedlung, die ab Ende des Jahrhunderts zum Ujesd Temnikow des Gouvernements Tambow gehörte.
Das Werk wurde 1913 geschlossen, wodurch die Siedlung an wirtschaftlicher Bedeutung verlor; sie wurde aber im Juli 1929 als vormaliger Sitz einer Wolost Verwaltungssitz eines aus dieser gebildeten Rajons, nun bereits unter der heutigen Namensform. 1961 erhielt Wosnessenskoje den Status einer Siedlung städtischen Typs.

### Bevölkerungsentwicklung
| Jahr | Einwohner |
| ---- | --------- |
| 1897 | 3557      |
| 1939 | 2610      |
| 1959 | 2770      |
| 1970 | 3435      |
| 1979 | 3934      |
| 1989 | 6766      |
| 2002 | 7328      |
| 2010 | 6777      |

Anmerkung: Volkszählungsdaten

## Verkehr
Durch Wosnessenskoje verläuft die aus nördlicher Richtung aus der etwa 60 km entfernten Stadt Wyksa kommende Regionalstraße 22K-0061, die weiter nach Sarow gut 30 km östlich führt. Dort befindet sich auch die nächstgelegene Bahnstation (außerhalb des nicht frei zugänglichen Gebietes der geschlossenen Stadt), Endpunkt einer Zweigstrecke von Schatki an der Strecke Nischni Nowgorod – Arsamas – Saransk. In südwestlicher Richtung zweigt in Wosnessenskoje die 22K-0065 zur Grenze der Republik Mordwinien ab, dort weiter nach Tenguschewo, mit Anschluss an die 22K-0083 zur Grenze der Oblast Rjasan, dort weiter über Jermisch nach Sassowo.